# آرجون (فیلم ۱۹۸۵)
«آرجون» (انگلیسی: Arjun) فیلمی هندی است که در سال ۱۹۸۵ منتشر شد. از بازیگران آن می‌توان به سانی دیول و انوپم کهیر اشاره کرد.